# Дивізіон I (Шрі-Ланка)
Дивізіон I Шрі-Ланки — другий найвищий футбольний дивізіон чемпіонату Шрі-Ланки, проводиться під егідою Федерції футболу Шрі-Ланки.

## Історія
Заснований у 2006 році, кількість учасників коливається від 12 до 15-ти команд. Кожного сезону турнір зазнавав змін — або за кількістю учасників, або за головним спонсором (Dialog Telekom, CEAT, Unique apparels). Виключенням став сезон 2006/07 років, коли в турнірі взяли участь лише 8 команд.

## Формат
Команди розподіляються на дві групи, у кожній з яких клуби грають один проти одного двічі: по одному разу вдома та на виїзді. По дві найкращі команди з кожної групи виходять до півфіналу. Переможці півфіналів отримують путівки до Прем'єр-ліги, окрім цього вони розігрують почесне звання переможця Першого дивізіону. 
Команди, які у своїх групах фінішували на останніх місцях, вибувають до Другого дивізіону.

## Переможці та фіналісти
| Рік       | Чемпіон                              | Фіналіст                             |
| --------- | ------------------------------------ | ------------------------------------ |
| 2006/2007 | Нью-Янгс - Веннаппува                | Джупітерс - Негомбо                  |
| 2007/2008 | Неві                                 | Джава Лейн - Слейв Айсленд (Коломбо) |
| 2008/2009 | Олд Бенс - Котахена (Коломбо)        | Дон Боско - Негомбо                  |
| 2009/2010 | Джава Лейн - Слейв Айсленд (Коломбо) | Калутара Парк - Калутара             |
| 2010/2011 | Неві -                               | Нандамітра                           |
| 2011/2012 | Калутара Парк - Калутара             | Негамбо Юз - Негамбо                 |
| 2012/2013 | Джава Лейн - Слейв Айсленд (Коломбо) | Нандамітра -                         |